# 池浴德
池浴德（1539年—1617年），字仕爵，號明洲，福建同安（今廈門）中左所人，祖籍福建長溪（今福安），明朝政治人物，同進士出身。

## 生平
嘉靖四十三年（1564年）甲子科福建鄉試第二十一名。嘉靖四十四年（1565年）登進士第三甲第二百八十三名。兵部观政，四十五年八月授浙江遂昌县知县，隆慶三年（1569年）十月升任南京吏部主事，四年四月奏留，仍管县事，七月调吏部考功司主事、吏部稽勋司主事，万历元年（1573年）五月復除本部，三年二月升考功司員外郎，六年三月升郎中，八年三月调文选司，九年三月官至太常寺少卿，十年三月养病。十五年二月调南京别衙门用。家居三十七載，布衣蔬食，自課諸子。年七十九卒。著有《空臆錄》、《懷綽集》、《居室篇》等。

## 家族
曾祖池宗寶。祖父池旻。父池楊（1511年-1570年），字良理，號春台，封遂昌知县，累赠员外郎。母呂氏，累封太安人。具慶下。兄浴日、弟浴沂、從弟浴雲，俱庠生。子池顯京。